# Gălăbovo, Blagoevgrad
Gălăbovo (în bulgară Гълъбово) este un sat în partea de sud-vest a Bulgariei în  Regiunea Blagoevgrad. Aparține administrativ de comuna Belița. Are o populație de 74 locuitori.

## Demografie
Componența etnică a satului Gălăbovo
     Turci (10,34%)
     Nicio identificare (63,79%)
     Bulgari (20,68%)
     Romi (0%)
     Altele (5,17%)
La recensământul din 2011, populația satului Gălăbovo era de 58 locuitori. Din punct de vedere etnic, majoritatea locuitorilor (51,72%) erau persoane neidentificate etnic, existând și minorități de bulgari (20,68%) și turci (10,34%). Pentru 63,79% din locuitori nu este cunoscută apartenența etnică.